# Seznam kamenů zmizelých v Olomouckém kraji

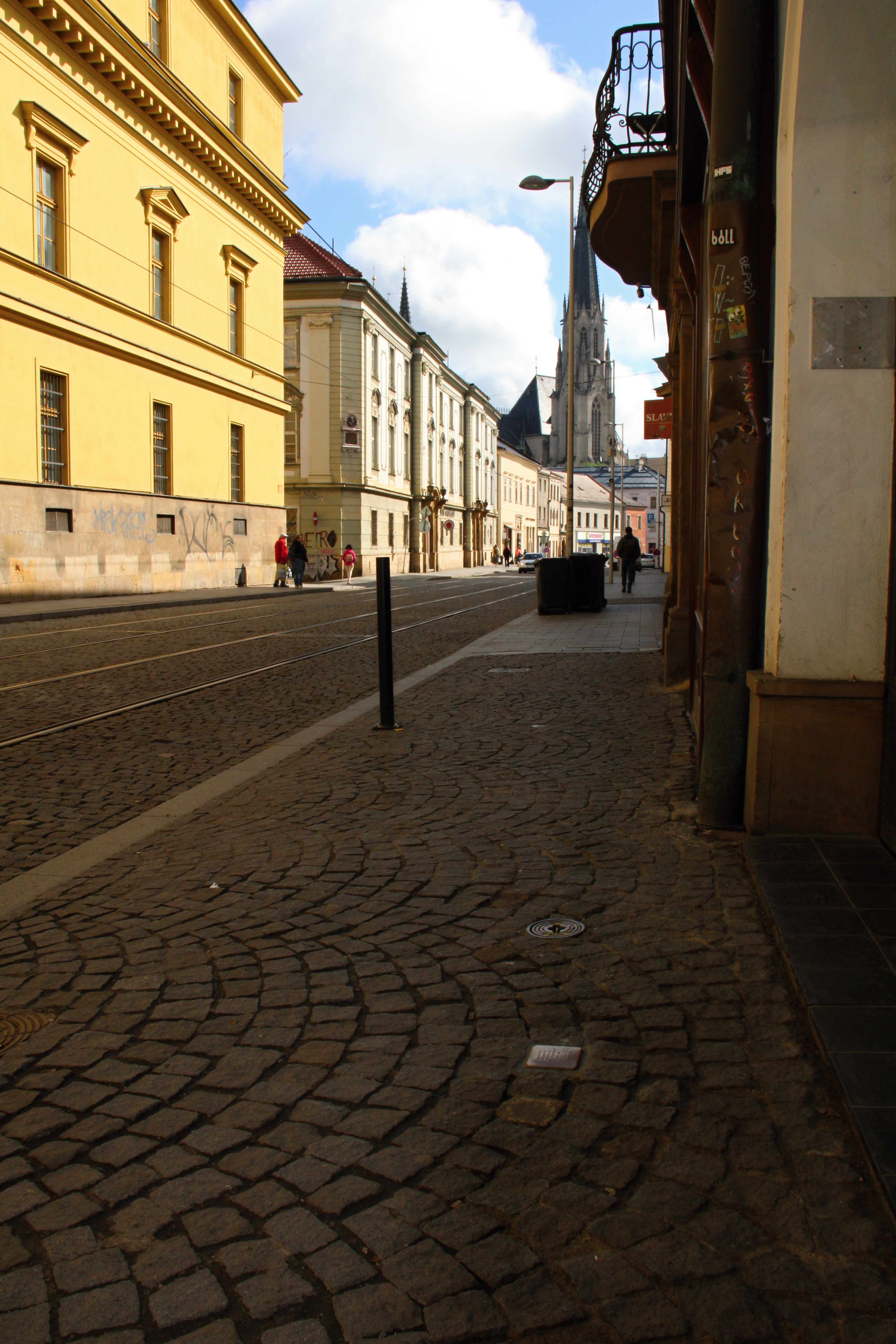
Stolperstein v Olomouci, ulici 1. máje čp.827/8

Seznam kamenů zmizelých v Olomouckém kraji obsahuje pamětní kameny obětem nacismu v Olomouckém kraji. Jsou součástí celoevropského projektu Stolpersteine německého umělce Guntera Demniga. Kameny zmizelých připomínají osudy lidí, kteří byli nacisty deportováni a poté zavražděni v koncentračních táborech či vyhnáni ze svých domovů nebo donuceni k ukrývání. Zpravidla se nacházejí před posledním místem pobytu obětí.
U nás se k projektu poprvé připojila Česká unie židovské mládeže v roce 2008 usazením deseti kamenů na pražském Josefově a od té doby se s nimi můžeme setkat v mnoha větších i menších městech po celé republice.
„Stolpersteiny, neboli Kameny zmizelých jsou živou učebnicí nejen pro všechny lidi, ale i studenty. U pokládání těchto kamenů jsem zažil, že se sešla rodina z pěti kontinentů. Jinak by se dohromady nikdy nedala," říká německý umělec a autor projektu Stolpersteine, Gunter Demnig.

## Hranice
Stolpersteine v Hranicích popisuje stránka Seznam kamenů zmizelých v Hranicích.

## Lipník nad Bečvou
V Lipníku nad Bečvou se nacházejí následující kameny:
| Obrázek | Nápis                                                                                        | Bydliště                                            | Jméno, život        |
| ------- | -------------------------------------------------------------------------------------------- | --------------------------------------------------- | ------------------- |
|         | ZDE BYDLEL PETR SCHREIBER NAR. 1935 DEPORTOVÁN 1942 DO TEREZÍNA ZAVRAŽDĚN V OSVĚTIMI         | 28. října čp. 20/6 49°31′36″ s. š., 17°35′14″ v. d. | Petr Schreiber      |
|         | ZDE BYDLELA ZDEŇKA SCHREIBEROVÁ NAR. 1902 DEPORTOVÁNA 1942 DO TEREZÍNA ZAVRAŽDĚNA V OSVĚTIMI | 28. října čp. 20/6 49°31′36″ s. š., 17°35′14″ v. d. | Zdeňka Schreiberová |

### Seznam lipnických kamenů podle roku jejich položení
- 2019: Petr Schreiber, Zdeňka Schreiberová[3]

## Loštice
Stolpersteine v Lošticích popisuje stránka Seznam kamenů zmizelých v Lošticích.

## Olomouc
V Olomouci se nacházejí následující kameny:
| Obrázek | Nápis | Bydliště                                                      | Jméno, život                           |
| ------- | --- | ------------------------------------------------------------- | -------------------------------------- |
|         | ZDE BYDLEL HERBERT ABEL NAR. 1896 DEPORTOVÁN 1942 DO TEREZÍNA ZAVRAŽDĚN 7.3.1944 V OSVĚTIMI                                     | Komenského 862/7 49°35′49″ s. š., 17°15′46″ v. d.             | Herbert Abel                           |
|         | ZDE BYDLELA GERTA ABELOVÁ NAR. 1931 DEPORTOVÁN 1942 DO TEREZÍNA ZAVRAŽDĚNA V OSVĚTIMI                                           | Komenského 862/7 49°35′49″ s. š., 17°15′46″ v. d.             | Gerta Abelová                          |
|         | ZDE BYDLELA LINA ABELOVÁ NAR. 1857 DEPORTOVÁNA 1942 DO TEREZÍNA ZAVRAŽDĚNA 25.7,1942 TAMTÉŽ                                     | Komenského 862/7 49°35′49″ s. š., 17°15′46″ v. d.             | Lina Abelová, rozená Eislerová         |
|         | ZDE BYDLELA IRENA ABELOVÁ NAR. 1897 DEPORTOVÁNA 1942 DO TEREZÍNA ZAVRAŽDĚNA 7.3.1944 V OSVĚTIMI                                 | Komenského 862/7 49°35′49″ s. š., 17°15′46″ v. d.             | Irena Abelová, rozená Försterová       |
|         | ZDE BYDLELA CECILIE ASCHKENESOVÁ NAR. 1866 DEPORTOVÁNA 1942 DO TEREZÍNA ZAVRAŽDĚNA V TREBLINCE                                  | roh ulice Polská a K Sídlišti 49°35′4″ s. š., 17°14′38″ v. d. | Cecilie Aschkenesová, rozená Herschová |
|         | ZDE BYDLELA ARNOŠTKA BACHRACHOVÁ NAR. 1896 DEPORTOVÁNA 1942 DO TEREZÍNA ZAVRAŽDĚNA V BRANOVIČI                                  | Komenského 927/19 49°35′51″ s. š., 17°15′55″ v. d.            | Arnoštka Bachrachová                   |
|         | ZDE BYDLELA LOUISA BACHRACHOVÁ NAR. 1868 DEPORTOVÁNA 1942 DO TEREZÍNA ZAVRAŽDĚNA V OSVĚTIMI                                     | Komenského 927/19 49°35′51″ s. š., 17°15′55″ v. d.            | Louisa Bachrachová                     |
|         | ZDE BYDLEL ING. PAVEL BACHRACH NAR. 1894 DEPORTOVÁN 1942 DO TEREZÍNA ZAVRAŽDĚN V OSVĚTIMI                                       | Univerzitní čp. 229/10 49°35′43″ s. š., 17°15′19″ v. d.       | Ing. Pavel Bachrach                    |
|         | ZDE BYDLELA GERTRUDA BACHRACHOVÁ NAR. 1899 DEPORTOVÁNA 1942 DO TEREZÍNA PŘEŽILA                                                 | Univerzitní čp. 229/10 49°35′43″ s. š., 17°15′19″ v. d.       | Gertruda Bachrachová                   |
|         | ZDE BYDLELA FRÄNZI BATSCHA NAR. 1925 DEPORTOVÁNA 1941 DO LODŽE ZAVRAŽDĚNA TAMTÉŽ                                                | Dvořákova 472/16 49°35′42″ s. š., 17°14′12″ v. d.             | Fränzi Batscha                         |
|         | ZDE BYDLELA DR. IRENA BATSCHA NAR. 1894 DEPORTOVÁNA 1941 DO LODŽE ZAVRAŽDĚNA V CHELMNU                                          | Dvořákova 472/16 49°35′42″ s. š., 17°14′12″ v. d.             | Dr. Irene Batscha                      |
|         | ZDE BYDLELA ALICE BAUEROVÁ NAR. 1893 DEPORTOVÁNA 1942 DO TEREZÍNA ZAVRAŽDĚNA V BARANOVIČI                                       | Komenského 927/19 49°35′51″ s. š., 17°15′55″ v. d.            | Alice Bauerová                         |
|         | ZDE BYDLEL EDUARD BECK NAR. 1941 DEPORTOVÁN 1942 DO TEREZÍNA ZAVRAŽDĚN V OSVĚTIMI                                               | Pekařská čp. 487/17 49°35′45″ s. š., 17°15′11″ v. d.          | Eduard Beck                            |
|         | ZDE BYDLEL MAX BECK NAR. 1913 DEPORTOVÁN 1942 DO TEREZÍNA ZAVRAŽDĚN 30.11.1944 VE SCHWARZHEIDE                                  | Pekařská čp. 487/17 49°35′45″ s. š., 17°15′11″ v. d.          | Max Beck                               |
|         | ZDE BYDLEL OSKAR BECK NAR. 1880 DEPORTOVÁN 1942 DO TEREZÍNA ZAVRAŽDĚN V MALÉM TROSTINCI                                         | Pekařská čp. 487/17 49°35′45″ s. š., 17°15′11″ v. d.          | Oskar Beck                             |
|         | ZDE BYDLELA BLANKA BECKOVÁ NAR. 1915 DEPORTOVÁNA 1942 DO TEREZÍNA ZAVRAŽDĚNA V OSVĚTIMI                                         | Pekařská čp. 487/17 49°35′45″ s. š., 17°15′11″ v. d.          | Blanka Becková                         |
|         | ZDE BYDLELA HEDVIKA BECKOVÁ NAR. 1888 DEPORTOVÁNA 1942 DO TEREZÍNA ZAVRAŽDĚNA V MALÉM TROSTINCI                                 | Pekařská čp. 487/17 49°35′45″ s. š., 17°15′11″ v. d.          | Hedvika Becková                        |
|         | ZDE BYDLEL ARNOŠT BECKMANN NAR. 1889 DEPORTOVÁN 1942 DO TEREZÍNA ZAVRAŽDĚN V OSVĚTIMI                                           | Komenského 927/19 49°35′51″ s. š., 17°15′55″ v. d.            | Arnošt Beckamann                       |
|         | ZDE BYDLELA JOSEFINA BERGEROVÁ NAR. 1862 DEPORTOVÁNA 1942 DO TEREZÍNA ZAVRAŽDĚNA 2.10.1942 TAMTÉŽ                               | Komenského 886/22 49°35′51″ s. š., 17°16′ v. d.               | Josefina Bergerová                     |
|         | ZDE BYDLELA ANDĚLA BERLOVÁ NAR. 1880 DEPORTOVÁNA 1942 DO TEREZÍNA ZAVRAŽDĚNA V TREBLINCE                                        | Žilinská 650/20 49°35′44″ s. š., 17°14′7″ v. d.               | Anděla Berlová                         |
|         | ZDE BYDLELA RENATA BERLOVÁ NAR. 1934 DEPORTOVÁNA 1942 DO TEREZÍNA ZAVRAŽDĚNA 24.8.1942 TAMTÉŽ                                   | Žilinská 650/20 49°35′44″ s. š., 17°14′7″ v. d.               | Renata Berlová                         |
|         | ZDE BYDLEL ARNOLD BÖHMER NAR. 1877 DEPORTOVÁN 1942 DO TEREZÍNA ZAVRAŽDĚN V BARANOVIČI                                           | roh ulice Polská a K Sídlišti 49°35′4″ s. š., 17°14′38″ v. d. | Arnold Böhmer                          |
|         | ZDE BYDLELA ALŽBĚTA BÖHMEROVÁ NAR. 1888 DEPORTOVÁNA 1942 DO TEREZÍNA ZAVRAŽDĚNA V BARANOVIČI                                    | roh ulice Polská a K Sídlišti 49°35′4″ s. š., 17°14′38″ v. d. | Alžběta Böhmerová, rozená Aschkenesová |
|         | ZDE BYDLELA HANA BÖHMEROVÁ NAR. 1923 DEPORTOVÁNA 1942 DO TEREZÍNA ZAVRAŽDĚNA V BARANOVIČI                                       | roh ulice Polská a K Sídlišti 49°35′4″ s. š., 17°14′38″ v. d. | Hana Böhmerová                         |
|         | ZDE BYDLEL JULIUS BRAUN NAR. 1871 DEPORTOVÁN 1942 DO TEREZÍNA ZAVRAŽDĚN 29.3.1943 TAMTÉŽ                                        | Pavelčákova čp. 444/20 49°35′33″ s. š., 17°15′ v. d.          | Julius Braun                           |
|         | ZDE BYDLELA IDA BRAUNOVÁ NAR. 1887 DEPORTOVÁNA 1942 DO TEREZÍNA ZAVRAŽDĚNA 7.3.1944 V OSVĚTIMI                                  | Pavelčákova čp. 444/20 49°35′33″ s. š., 17°15′ v. d.          | Ida Braunová                           |
|         | ZDE BYDLEL ALFRED BRIESS NAR. 1909 DEPORTOVÁN 1942 DO TEREZÍNA ZAVRAŽDĚN V OSVĚTIMI                                             | Wellnerova 640/21 49°36′0″ s. š., 17°14′32″ v. d.             | Alfred Briess                          |
|         | ZDE BYDLEL PAVEL BRIESS NAR. 1899 DEPORTOVÁN 1942 DO TEREZÍNA ZAVRAŽDĚN V BARANOVIČI                                            | tř. Spojenců 695/7 49°35′41″ s. š., 17°14′44″ v. d.           | Pavel Briess                           |
|         | ZDE BYDLEL SIEGFRIED BRIESS NAR. 1871 DEPORTOVÁN 1942 DO TEREZÍNA ZAVRAŽDĚN 1942 TAMTÉŽ                                         | 28. října 459/11 49°35′42″ s. š., 17°14′59″ v. d.             | Siegfried Briess                       |
|         | ZDE BYDLELA PAULA BRIESSOVÁ NAR. 1881 DEPORTOVÁNA 1942 DO TEREZÍNA ZAVRAŽDĚNA 1942 V BARANOVIČI                                 | Na Vozovce 549/12 49°35′35″ s. š., 17°14′31″ v. d.            | Paula Briessová                        |
|         | ZDE BYDLEL BERTOLD BROCH NAR. 1921 DEPORTOVÁN 1943 DO TEREZÍNA ZAVRAŽDĚN 26.3.1945 V DACHAU                                     | Havlíčkova 661/11 49°35′28″ s. š., 17°14′54″ v. d.            | Bertold Broch                          |
|         | ZDE BYDLEL JUDR. SIEGFRIED BROCH NAR. 1884 PO PŘÍJEZDU NACISTŮ ZATČEN ZAVRAŽDĚN 20.3.1939 VE VĚZNICI KRAJSKÉHO SOUDU V OLOMOUCI | Kollárovo náměstí 709/8 49°35′28″ s. š., 17°14′54″ v. d.      | JUDr. Siegfried Broch                  |
|         | ZDE BYDLELA HELENA DEUTSCHOVÁ NAR. 1882 DEPORTOVÁNA 1942 DO TEREZÍNA ZAVRAŽDĚNA V BARANOVIČI                                    | 1. máje 827/8 49°35′47″ s. š., 17°15′32″ v. d.                | Helena Deutschová                      |
|         | ZDE BYDLEL DOMINIK EISINGER NAR. 1870 DEPORTOVÁN 1942 DO TEREZÍNA ZAVRAŽDĚN V OSVĚTIMI                                          | Sokolská 569/31 49°35′47″ s. š., 17°15′10″ v. d.              | Dominik Eisinger                       |
|         | ZDE BYDLELA HEDVIKA EISINGEROVÁ NAR. 1884 DEPORTOVÁNA 1942 DO TEREZÍNA ZAVRAŽDĚNA V OSVĚTIMI                                    | Sokolská 569/31 49°35′47″ s. š., 17°15′10″ v. d.              | Hedvika Eisingerová                    |
|         | ZDE BYDLELA OLGA EISLEROVÁ NAR. 1891 DEPORTOVÁNA 1942 DO TEREZÍNA ZAVRAŽDĚNA 1.9.1942 V RAASICE                                 | Komenského 886/22 49°35′51″ s. š., 17°16′ v. d.               | Olga Eislerová                         |
|         | ZDE BYDLEL BEDŘICH ENGELMANN NAR. 1893 DEPORTOVÁN 1942 DO TEREZÍNA ZAVRAŽDĚN V MALÉM TROSTINCI                                  | Pavlovická 14/55 49°36′19″ s. š., 17°16′49″ v. d.             | Bedřich Engelmann                      |
|         | ZDE BYDLEL PETER ENGELMANN NAR. 1892 PO PŘÍJEZDU NACISTŮ ZVOLIL 16.3.1939 DOBROVOLNÝ ODCHOD ZE ŽIVOTA                           | Litovelská 553/26 49°35′48″ s. š., 17°14′14″ v. d.            | Peter Engelmann                        |
|         | ZDE BYDLELA ANNA ENGELMANNOVÁ NAR. 1886 PO PŘÍJEZDU NACISTŮ ZVOLILA 16.3.1939 DOBROVOLNÝ ODCHOD ZE ŽIVOTA                       | Litovelská 553/26 49°35′48″ s. š., 17°14′14″ v. d.            | Anna Engelmannová                      |
|         | ZDE BYDLELA ARNOŠTKA ENGELMANNOVÁ NAR. 1866 DEPORTOVÁNA 1942 DO TEREZÍNA ZAVRAŽDĚNA 15.7.1942 TAMTÉŽ                            | Pavlovická 14/55 49°36′19″ s. š., 17°16′49″ v. d.             | Arnoštka Engelmannová                  |
|         | ZDE BYDLELA OLGA ENGELMANNOVÁ NAR. 1895 DEPORTOVÁNA 1942 DO TEREZÍNA ZAVRAŽDĚNA V MALÉM TROSTINCI                               | Pavlovická 14/55 49°36′19″ s. š., 17°16′49″ v. d.             | Olga Engelmannová                      |
|         | ZDE BYDLELA HANNELORE FISCHEROVÁ NAR. 1922 DEPORTOVÁNA 1942 DO TEREZÍNA ZAVRAŽDĚNA 1.7.1944 V OSVĚTIMI                          | U Botanické zahrady 828/4 49°35′13″ s. š., 17°14′55″ v. d.    | Hannelore Fischerová                   |
|         | ZDE BYDLELA GRETA FÖRSTEROVÁ NAR. 1901 DEPORTOVÁNA 1942 DO TEREZÍNA ZAVRAŽDĚNA 31.12.1942 V BARANOVIČI                          | Komenského 862/7 49°35′49″ s. š., 17°15′46″ v. d.             | Greta Försterová                       |
|         | ZDE BYDLELA TEREZA FÖRSTEROVÁ NAR. 1859 DEPORTOVÁNA 1942 DO TEREZÍNA ZAVRAŽDĚNA 28.4.1945 TAMTÉŽ                                | Komenského 862/7 49°35′49″ s. š., 17°15′46″ v. d.             | Tereza Försterová, rozená Perschaková  |
|         | ZDE BYDLEL ERWIN FRIED NAR. 1903 ZATČEN GESTAPEM 1939 ZAVRAŽDĚN 27.9.1940 V BUCHENWALDU                                         | Pavelčákova čp. 7/9 49°35′33″ s. š., 17°15′3″ v. d.           | Erwin Fried                            |
|         | ZDE BYDLEL JULIUS FRIED NAR. 1867 DEPORTOVÁN 1942 DO TEREZÍNA ZAVRAŽDĚN V TREBLINCE                                             | Pavelčákova čp. 7/9 49°35′33″ s. š., 17°15′3″ v. d.           | Julius Fried                           |
|         | ZDE BYDLEL ROBERT FRIED NAR. 1906 ZATČEN GESTAPEM 1939 ZAVRAŽDĚN 11.7.1940 V BUCHENWALDU                                        | Pavelčákova čp. 7/9 49°35′33″ s. š., 17°15′3″ v. d.           | Robert Fried                           |
|         | ZDE BYDLELA KAMILA FRIEDOVÁ NAR. 1870 DEPORTOVÁNA 1942 DO TEREZÍNA ZAVRAŽDĚNA V TREBLINCE                                       | Pavelčákova čp. 7/9 49°35′33″ s. š., 17°15′3″ v. d.           | Kamila Friedová                        |
|         | ZDE BYDLEL ERICH FÜRST NAR. 1892 DEPORTOVÁN 1942 DO TEREZÍNA ZAVRAŽDĚN V OSVĚTIMI                                               | tř. Spojenců 716/22 49°35′33″ s. š., 17°15′3″ v. d.           | Erich Fürst                            |
|         | ZDE BYDLEL KAREL FÜRST NAR. 1926 DEPORTOVÁN 1942 DO TEREZÍNA ZAVRAŽDĚN V OSVĚTIMI                                               | tř. Spojenců 716/22 49°35′33″ s. š., 17°15′3″ v. d.           | Karel Fürst                            |
|         | ZDE BYDLEL WALTER FÜRST NAR. 1888 DEPORTOVÁN 1942 DO TEREZÍNA ZAVRAŽDĚN V OSVĚTIMI                                              | tř. Spojenců 716/22 49°35′33″ s. š., 17°15′3″ v. d.           | Walter Fürst                           |
|         | ZDE BYDLEL JINDŘICH GESSLER NAR. 1919 DEPORTOVÁN 1942 DO TEREZÍNA ZAVRAŽDĚN V MALÉM TROSTINCI                                   | Pavelčákova čp. 8/7 49°35′33″ s. š., 17°15′3″ v. d.           | Jindřich Gessler                       |
|         | ZDE BYDLEL PETR GOLDBERGER NAR. 1937 DEPORTOVÁN 1942 DO TEREZÍNA ZAVRAŽDĚN V OSVĚTIMI                                           | Pavelčákova čp. 444/20 49°35′33″ s. š., 17°15′ v. d.          | Petr Goldberger                        |
|         | ZDE BYDLEL ROBERT GOLDBERGER NAR. 1904 DEPORTOVÁN 1942 DO TEREZÍNA ZAVRAŽDĚN 8.2.1945 V DACHAU                                  | Pavelčákova čp. 444/20 49°35′33″ s. š., 17°15′ v. d.          | Robert Goldberger                      |
|         | ZDE BYDLELA MARGARETA GOLDBERGEROVÁ NAR. 1912 DEPORTOVÁNA 1942 DO TEREZÍNA ZAVRAŽDĚNA V OSVĚTIMI                                | Pavelčákova čp. 444/20 49°35′33″ s. š., 17°15′ v. d.          | Margareta Goldbergerová                |
|         | ZDE BYDLELA BERTA GOTTLIEBOVÁ NAR. 1880 DEPORTOVÁNA 1942 DO TEREZÍNA ZAVRAŽDĚNA V MALÉM TROSTINCI                               | Komenského 862/7 49°35′49″ s. š., 17°15′46″ v. d.             | Berta Gottliebová                      |
|         | ZDE BYDLELA ZITA GOTTLIEBOVÁ NAR. 1912 DEPORTOVÁNA 1942 DO TEREZÍNA ZAVRAŽDĚNA V MALÉM TROSTINCI                                | Komenského 862/7 49°35′49″ s. š., 17°15′46″ v. d.             | Zita Gottliebová                       |
|         | ZDE ŽIL FELIX GÖTZLINGER NAR. 1928 DEPORTOVÁN 1942 DO TEREZÍNA ZAVRAŽDĚN V OSVĚTIMI                                             | Krapkova 439/34 49°35′29″ s. š., 17°14′40″ v. d.              | Felix Götzlinger                       |
|         | ZDE ŽIL PAVEL GÖTZLINGER NAR. 1930 DEPORTOVÁN 1942 DO TEREZÍNA ZAVRAŽDĚN V OSVĚTIMI                                             | Krapkova 439/34 49°35′29″ s. š., 17°14′40″ v. d.              | Pavel Götzlinger                       |
|         | ZDE ŽILA ANNA GÖTZLINGEROVÁ NAR. 1927 DEPORTOVÁNA 1942 DO TEREZÍNA ZAVRAŽDĚNA V OSVĚTIMI                                        | Krapkova 439/34 49°35′29″ s. š., 17°14′40″ v. d.              | Anna Götzlingerová                     |
|         | ZDE ŽILA ELSA GÖTZLINGEROVÁ NAR. 1900 DEPORTOVÁNA 1942 DO TEREZÍNA ZAVRAŽDĚNA 10.10.1942 TAMTÉŽ                                 | Krapkova 439/34 49°35′29″ s. š., 17°14′40″ v. d.              | Elsa Götzlingerová                     |
|         | ZDE BYDLELA IRMA GÖTZLINGEROVÁ NAR. 1892 DEPORTOVÁNA 1942 DO TEREZÍNA ZAVRAŽDĚNA V BARANOVIČI                                   | Komenského 921/23 49°35′51″ s. š., 17°15′57″ v. d.            | Irma Götzlingerová                     |
|         | ZDE BYDLEL LEOPOLD GRÄTZER NAR. 1868 DEPORTOVÁN 1942 DO TEREZÍNA ZAVRAŽDĚN V TREBLINCE                                          | Vídeňská 676/7 49°35′26″ s. š., 17°14′55″ v. d.               | Leopold Grätzer                        |
|         | ZDE BYDLEL SIEGFRIED GRÄTZER NAR. 1896 DEPORTOVÁN 1942 DO TEREZÍNA ZAVRAŽDĚN 1942 V BARANOVIČI                                  | Vídeňská 676/7 49°35′26″ s. š., 17°14′55″ v. d.               | Siegfried Grätzer                      |
|         | ZDE BYDLELA HERTA GRÄTZEROVÁ NAR. 1903 DEPORTOVÁNA 1942 DO TEREZÍNA ZAVRAŽDĚNA 1942 V BARANOVIČI                                | Vídeňská 676/7 49°35′26″ s. š., 17°14′55″ v. d.               | Herta Grätzerová                       |
|         | ZDE BYDLELA KAMILA GRÄTZEROVÁ NAR. 1873 DEPORTOVÁNA 1942 DO TEREZÍNA ZAVRAŽDĚNA V TREBLINCE                                     | Vídeňská 676/7 49°35′26″ s. š., 17°14′55″ v. d.               | Kamila Grätzerová                      |
|         | ZDE BYDLEL HUGO GROÁK NAR. 1881 DEPORTOVÁN 1942 DO TEREZÍNA ZAVRAŽDĚN 18.11.1942 TAMTÉŽ                                         | třída Svobody 596/21 49°35′38″ s. š., 17°14′53″ v. d.         | Hugo Groák                             |
|         | ZDE BYDLELA ELIŠKA GROÁKOVÁ NAR. 1883 DEPORTOVÁNA 1942 DO TEREZÍNA ZAVRAŽDĚNA 1943 V OSVĚTIMI                                   | třída Svobody 596/21 49°35′38″ s. š., 17°14′53″ v. d.         | Eliška Groáková, rozená Brochová       |
|         | ZDE BYDLEL NATHAN GRÜNWALD NAR. 1867 DEPORTOVÁN 1942 DO TEREZÍNA ZAVRAŽDĚN 1942 TAMTÉŽ                                          | Uhelná 4 49°35′32″ s. š., 17°15′4″ v. d.                      | Nathan Grünwald                        |
|         | ZDE BYDLELA JOSEFA GRÜNWALDOVÁ NAR. 1881 DEPORTOVÁNA 1942 DO TEREZÍNA ZAVRAŽDĚNA V OSVĚTIMI                                     | Uhelná 4 49°35′32″ s. š., 17°15′4″ v. d.                      | Josefa Grünwaldová, rozená Karpfenová  |
|         | ZDE BYDLELA RŮŽENA GRÜNWALDOVÁ NAR. 1883 DEPORTOVÁNA 1942 DO TEREZÍNA ZAVRAŽDĚNA 1942 V BARANOVIČI                              | Dolní náměstí 53/35 49°35′30″ s. š., 17°15′10″ v. d.          | Růžena Grünwaldová                     |
|         | ZDE BYDLEL EDUARD HAAS NAR. 1877 DEPORTOVÁN 1942 DO TEREZÍNA ZAVRAŽDĚN V BARANOVIČI                                             | Dolní náměstí čp. 58/30 49°35′29″ s. š., 17°15′11″ v. d.      | Eduard Haas                            |
|         | ZDE BYDLEL ERICH HAAS NAR. 1909 DEPORTOVÁN 1942 DO TEREZÍNA ZAVRAŽDĚN V BARANOVIČI                                              | Dolní náměstí čp. 58/30 49°35′29″ s. š., 17°15′11″ v. d.      | Erich Haas                             |
|         | ZDE BYDLEL HANUŠ HAAS NAR. 1898 DEPORTOVÁN 1942 DO TEREZÍNA ZAVRAŽDĚN V OSVĚTIMI                                                | Komenského 921/23 49°35′51″ s. š., 17°15′57″ v. d.            | Hanuš Haas                             |
|         | ZDE BYDLEL WALTER HAAS NAR. 1902 PO PŘÍJEZDU NACISTŮ ZATČEN ZAVRAŽDĚN 18.3.1939 VE VĚZNICI KRAJSKÉHO SOUDU V OLOMOUCI           | Komenského 917/25 49°35′51″ s. š., 17°15′59″ v. d.            | Walter Haas                            |
|         | ZDE BYDLELA HELENA HAASOVÁ NAR. 1896 DEPORTOVÁNA 1942 DO TEREZÍNA ZAVRAŽDĚNA 12.8.1943 TAMTÉŽ                                   | Komenského 921/23 49°35′51″ s. š., 17°15′57″ v. d.            | Helena Haasová, rozená Katzová         |
|         | ZDE BYDLEL HYNEK HABERMANN NAR. 1865 DEPORTOVÁN 1942 DO TEREZÍNA ZAVRAŽDĚN V TREBLINCE                                          | Pekařská čp. 486/19 49°35′45″ s. š., 17°15′11″ v. d.          | Hynek Habermann                        |
|         | ZDE BYDLELA ARNOŠTKA HERSCHOVÁ NAR. 1895 DEPORTOVÁNA 1942 DO TEREZÍNA ZAVRAŽDĚNA V OSVĚTIMI                                     | Komenského 862/7 49°35′49″ s. š., 17°15′46″ v. d.             | Arnoštka Herschová, rozená Försterová  |
|         | ZDE BYDLEL ERICH HIKL NAR. 1926 DEPORTOVÁN 1942 DO TEREZÍNA ZAVRAŽDĚN V TREBLINCE                                               | Pavelčákova 3/17 49°35′34″ s. š., 17°15′3″ v. d.              | Erich Hikl                             |
|         | ZDE BYDLELA MARTA HIKLOVÁ NAR. 1902 DEPORTOVÁNA 1942 DO TEREZÍNA ZAVRAŽDĚNA V TREBLINCE                                         | Pavelčákova 3/17 49°35′34″ s. š., 17°15′3″ v. d.              | Marta Hiklová, rozená Grünwaldová      |
|         | ZDE BYDLEL ADOLF KARPFEN NAR. 1865 DEPORTOVÁN 1942 DO TEREZÍNA ZAVRAŽDĚN V OSVĚTIMI                                             | Panská 187/3 49°35′35″ s. š., 17°15′11″ v. d.                 | Adolf Karpfen                          |
|         | ZDE BYDLELA BEDŘIŠKA KAUFMANNOVÁ NAR. 1908 DEPORTOVÁNA 1942 DO TEREZÍNA ZAVRAŽDĚNA 1942 V MALÉM TROSTINCI                       | Riegrova 372/4 49°35′40″ s. š., 17°14′57″ v. d.               | Bedřiška Kaufmannová                   |
|         | ZDE BYDLELA HERTA KAUFMANNOVÁ NAR. 1933 DEPORTOVÁNA 1942 DO TEREZÍNA ZAVRAŽDĚNA 1942 V MALÉM TROSTINCI                          | Riegrova 372/4 49°35′40″ s. š., 17°14′57″ v. d.               | Herta Kaufmannová                      |
|         | ZDE BYDLEL ARNOŠT KRAUS NAR. 1886 DEPORTOVÁN 1942 DO TEREZÍNA ZAVRAŽDĚN V MALÉM TROSTINCI                                       | Horní náměstí čp. 407/27 49°35′38″ s. š., 17°14′59″ v. d.     | Arnošt Kraus                           |
|         | ZDE BYDLELA ANNA KRAUSOVÁ NAR. 1891 DEPORTOVÁNA 1942 DO TEREZÍNA ZAVRAŽDĚNA V MALÉM TROSTINCI                                   | Horní náměstí čp. 407/27 49°35′38″ s. š., 17°14′59″ v. d.     | Anna Krausová                          |
|         | ZDE BYDLELA YELLA KUBÁLKOVÁ NAR. 1910 DEPORTOVÁNA 1942 DO TEREZÍNA ZAVRAŽDĚNA V MALÉM TROSTINCI                                 | Masarykova třída 882/28 49°35′39″ s. š., 17°16′19″ v. d.      | Yella Kubálková                        |
|         | ZDE BYDLEL GOTTFRIED KULKA NAR. 1867 DEPORTOVÁN 1942 DO TEREZÍNA ZAVRAŽDĚN 14.10.1942 TAMTÉŽ                                    | Kateřinská 62/8 49°35′27″ s. š., 17°15′13″ v. d.              | Gottfried Kulka                        |
|         | ZDE BYDLELA GISELA KULKOVÁ NAR. 1873 DEPORTOVÁNA 1942 DO TEREZÍNA ZAVRAŽDĚNA V OSVĚTIMI                                         | Kateřinská 62/8 49°35′27″ s. š., 17°15′13″ v. d.              | Gisela Kulková                         |
|         | ZDE BYDLELA ADOLFINA LAMMOVÁ NAR. 1875 DEPORTOVÁNA 1942 DO TEREZÍNA ZAVRAŽDĚNA V TREBLINCE                                      | Masarykova třída 902/9 49°35′42″ s. š., 17°16′8″ v. d.        | Adolfina Lammová                       |
|         | ZDE BYDLEL WALTER LAUFER NAR. 1925 DEPORTOVÁN 1942 DO TEREZÍNA ZAVRAŽDĚN V MALÉM TROSTINCI                                      | Pekařská čp. 487/17 49°35′45″ s. š., 17°15′11″ v. d.          | Walter Laufer                          |
|         | ZDE BYDLELA MARTA LAUFEROVÁ NAR. 1893 DEPORTOVÁNA 1942 DO TEREZÍNA ZAVRAŽDĚNA V MALÉM TROSTINCI                                 | Pekařská čp. 487/17 49°35′45″ s. š., 17°15′11″ v. d.          | Marta Lauferová                        |
|         | ZDE BYDLEL KAREL MASSAŘIK NAR. 1880 DEPORTOVÁN 1942 DO TEREZÍNA ZAVRAŽDĚN V BARANOVIČI                                          | Komenského 862/7 49°35′49″ s. š., 17°15′46″ v. d.             | Karel Massařik                         |
|         | ZDE BYDLELA ALŽBĚTA MASSAŘIKOVÁ NAR. 1899 DEPORTOVÁNA 1942 DO TEREZÍNA ZAVRAŽDĚNA V BARANOVIČI                                  | Komenského 862/7 49°35′49″ s. š., 17°15′46″ v. d.             | Alžběta Massařiková                    |
|         | ZDE BYDLEL EDUARD MAYER NAR. 1881 DEPORTOVÁN 1942 DO OSVĚTIMI ZAVRAŽDĚN 28.11.1942 TAMTÉŽ                                       | Zeyerova 878/20 49°35′37″ s. š., 17°16′22″ v. d.              | Eduard Mayer                           |
|         | ZDE BYDLEL VINCENC MERTENS NAR. 1941 DEPORTOVÁN 1942 DO TEREZÍNA ZAVRAŽDĚN 1944 V OSVĚTIMI                                      | Javoříčská 679/6 49°35′28″ s. š., 17°14′58″ v. d.             | Vincenc Mertens                        |
|         | ZDE BYDLELA ROMA MERTENSOVÁ NAR. 1913 DEPORTOVÁNA 1942 DO TEREZÍNA ZAVRAŽDĚNA 1944 V OSVĚTIMI                                   | Javoříčská 679/6 49°35′28″ s. š., 17°14′58″ v. d.             | Roma Mertensová                        |
|         | ZDE BYDLEL RABÍN BERTHOLD OPPENHEIM NAR. 1867 DEPORTOVÁN 1942 DO TEREZÍNA ZAVRAŽDĚN V TREBLINCE                                 | třída Svobody 24 49°35′26″ s. š., 17°15′4″ v. d.              | Berthold Oppenheim                     |
|         | ZDE BYDLELA MARTA OPPENHEIMOVÁ NAR. 1883 DEPORTOVÁNA 1942 DO TEREZÍNA ZAVRAŽDĚNA V TREBLINCE                                    | třída Svobody 24 49°35′26″ s. š., 17°15′4″ v. d.              | Marta Oppenheimová                     |
|         | ZDE BYDLEL MAX REDLICH NAR. 1900 DEPORTOVÁN 1942 DO TEREZÍNA ZAVRAŽDĚN V BARANOVIČI                                             | 1. máje čp. 838/28 49°35′48″ s. š., 17°15′38″ v. d.           | Max Redlich                            |
|         | ZDE BYDLEL VÍTĚZSLAV REDLICH NAR. 1910 DEPORTOVÁN 1942 DO TEREZÍNA ZAVRAŽDĚN V TREBLINCE                                        | 1. máje čp. 838/28 49°35′48″ s. š., 17°15′38″ v. d.           | Vítězslav Redlich                      |
|         | ZDE BYDLELA BERTA REDLICHOVÁ NAR. 1899 DEPORTOVÁNA 1942 DO TEREZÍNA ZAVRAŽDĚNA V BARANOVIČI                                     | 1. máje čp. 838/28 49°35′48″ s. š., 17°15′38″ v. d.           | Berta Redlichová                       |
|         | ZDE BYDLELA IDA REDLICHOVÁ NAR. 1876 DEPORTOVÁNA 1942 DO TEREZÍNA ZAVRAŽDĚNA V TREBLINCE                                        | 1. máje čp. 838/28 49°35′48″ s. š., 17°15′38″ v. d.           | Ida Redlichová                         |
|         | ZDE BYDLELA PAVLA REDLICHOVÁ NAR. 1939 DEPORTOVÁNA 1942 DO TEREZÍNA ZAVRAŽDĚNA V BARANOVIČI                                     | 1. máje čp. 838/28 49°35′48″ s. š., 17°15′38″ v. d.           | Pavla Redlichová                       |
|         | ZDE BYDLELA ELLA RONGOVÁ NAR. 1901 DEPORTOVÁNA 1942 DO TEREZÍNA ZAVRAŽDĚNA V OSVĚTIMI                                           | Masarykova třída 902/9 49°35′42″ s. š., 17°16′8″ v. d.        | Ella Rongová                           |
|         | ZDE BYDLEL ZIKMUND ROSENFELD NAR. 1863 DEPORTOVÁN 1942 DO TEREZÍNA ZAVRAŽDĚN V TREBLINCE                                        | Na Letné 207/15 49°36′10″ s. š., 17°15′48″ v. d.              | Zikmund Rosenfeld                      |
|         | ZDE BYDLEL PEISECH SCHECK NAR. 1880 ZATČEN GESTAPEM 1.9.1939 ZAVRAŽDĚN 18.7.1940 V BUCHENWALDU                                  | Ostružnická čp. 331/16 49°35′41″ s. š., 17°15′11″ v. d.       | Peisech Scheck                         |
|         | ZDE BYDLEL ABRAHAM SCHECK-KÖNIG NAR. 1906 DEPORTOVÁN 1942 DO TEREZÍNA ZAVRAŽDĚN V DACHAU                                        | Ostružnická čp. 331/16 49°35′41″ s. š., 17°15′11″ v. d.       | Abraham Scheck-König                   |
|         | ZDE BYDLELA RACHEL SCHECKOVÁ NAR. 1883 DEPORTOVÁNA 1942 DO TEREZÍNA ZAVRAŽDĚNA V OSVĚTIMI                                       | Ostružnická čp. 331/16 49°35′41″ s. š., 17°15′11″ v. d.       | Rachel Schecková                       |
|         | ZDE BYDLELA IRMA SCHNABLOVÁ NAR. 1881 DEPORTOVÁNA 1942 DO TEREZÍNA ZAVRAŽDĚNA 1942 V MALÉM TROSTINCI                            | Dobrovského 401/16 49°35′55″ s. š., 17°15′29″ v. d.           | Irma Schnablová                        |
|         | ZDE BYDLELA BERTA SCHRÖTTEROVÁ NAR. 1879 DEPORTOVÁNA 1942 DO TEREZÍNA ZAVRAŽDĚNA V OSVĚTIMI                                     | Komenského 927/19 49°35′51″ s. š., 17°15′55″ v. d.            | Berta Schrötterová                     |
|         | ZDE BYDLEL KAREL SCHWARZ NAR. 1901 DEPORTOVÁN 1942 DO TEREZÍNA ZAVRAŽDĚN 1943 V OSVĚTIMI                                        | Riegrova čp. 372/4 49°35′40″ s. š., 17°14′58″ v. d.           | Karel Schwarz                          |
|         | ZDE BYDLELA ILONA SCHWARZOVÁ NAR. 1936 DEPORTOVÁNA 1942 DO TEREZÍNA ZAVRAŽDĚNA 1943 V OSVĚTIMI                                  | Riegrova čp. 372/4 49°35′40″ s. š., 17°14′58″ v. d.           | Ilona Schwarzová                       |
|         | ZDE BYDLELA IRENA SCHWARZOVÁ NAR. 1912 DEPORTOVÁNA 1942 DO TEREZÍNA ZAVRAŽDĚNA 1943 V OSVĚTIMI                                  | Riegrova čp. 372/4 49°35′40″ s. š., 17°14′58″ v. d.           | Irena Schwarzová                       |
|         | ZDE BYDLELA ANNA SMOHLOVÁ NAR. 1872 DEPORTOVÁNA 1942 DO TEREZÍNA ZAVRAŽDĚNA V TREBLINCE                                         | Pavelčákova čp. 5/13 49°35′33″ s. š., 17°15′2″ v. d.          | Anna Smohlová                          |
|         | ZDE BYDLEL EMANUEL SPITZ NAR. 1864 DEPORTOVÁN 1942 DO TEREZÍNA ZAVRAŽDĚN 11.3.1944 TAMTÉŽ                                       | Univerzitní čp. 229/10 49°35′43″ s. š., 17°15′19″ v. d.       | Emanuel Spitz                          |
|         | ZDE BYDLEL JINDŘICH STÁREK NAR. 1892 DEPORTOVÁN 1942 DO TEREZÍNA ZAVRAŽDĚN 12.9.1942 V MALÉM TROSTINCI                          | Na Chmelnici 541/7 49°35′21″ s. š., 17°14′13″ v. d.           | Jindřich Stárek                        |
|         | ZDE BYDLELA ELIŠKA STOBEROVÁ NAR. 1905 DEPORTOVÁNA 1942 DO TEREZÍNA ZAVRAŽDĚNA 1942 V MALÉM TROSTINCI                           | 1. máje čp. 838/28 49°35′48″ s. š., 17°15′38″ v. d.           | Eliška Stoberová                       |
|         | ZDE BYDLEL JINDŘICH TAUBER NAR. 1873 DEPORTOVÁN 1942 DO TEREZÍNA ZAVRAŽDĚN V TREBLINCE                                          | Dolní náměstí čp. 22/43 49°35′32″ s. š., 17°15′7″ v. d.       | Jindřich Tauber                        |
|         | ZDE BYDLELA GABRIELA TAUBEROVÁ NAR. 1873 DEPORTOVÁNA 1942 DO TEREZÍNA ZAVRAŽDĚNA V TREBLINCE                                    | Dolní náměstí čp. 22/43 49°35′32″ s. š., 17°15′7″ v. d.       | Gabriela Tauberová                     |
|         | ZDE BYDLEL HEINZ TRIESCHER NAR. 1932 DEPORTOVÁN 1942 DO TEREZÍNA ZAVRAŽDĚN V OSVĚTIMI                                           | Zeyerova 850/14 49°35′40″ s. š., 17°16′24″ v. d.              | Heinz Triescher                        |
|         | ZDE BYDLEL PAVEL TRIESCHER NAR. 1900 DEPORTOVÁN 1942 DO TEREZÍNA ZAVRAŽDĚN V OSVĚTIMI                                           | Zeyerova 850/14 49°35′40″ s. š., 17°16′24″ v. d.              | Pavel Triescher                        |
|         | ZDE BYDLELA FANNI TRIESCHEROVÁ NAR. 1906 DEPORTOVÁNA 1942 DO TEREZÍNA ZAVRAŽDĚNA V OSVĚTIMI                                     | Zeyerova 850/14 49°35′40″ s. š., 17°16′24″ v. d.              | Fanni Triescherová                     |
|         | ZDE BYDLEL JOSEF TYRAS NAR. 1891 DEPORTOVÁN 1942 DO TEREZÍNA ZAVRAŽDĚN V OSVĚTIMI                                               | Masarykova třída 105/29 49°35′39″ s. š., 17°16′21″ v. d.      | Josef Tyras                            |
|         | ZDE BYDLEL ADOLF WALDEK WASSERVOGEL NAR. 1880 V DOBĚ PRONÁSLEDOVÁNÍ ŽIDŮ ZVOLIL 20.1.1941 DOBROVOLNÝ ODCHOD ZE ŽIVOTA           | Horní náměstí čp. 365/7 49°35′40″ s. š., 17°15′4″ v. d.       | Adolf Waldek Wasservogel               |
|         | ZDE BYDLEL JUDR. MAX WEISSMANN NAR. 1872 DEPORTOVÁN 1942 DO TEREZÍNA ZAVRAŽDĚN V OSVĚTIMI                                       | Komenského 921/23 49°35′51″ s. š., 17°15′57″ v. d.            | JUDr. Max Weissmann                    |
|         | ZDE BYDLELA ELIŠKA WEISSMANNOVÁ NAR. 1883 DEPORTOVÁNA 1942 DO TEREZÍNA ZAVRAŽDĚNA V OSVĚTIMI                                    | Komenského 921/23 49°35′51″ s. š., 17°15′57″ v. d.            | Eliška Weissmannová                    |
|         | ZDE BYDLEL PLK. EMIL ZUCKERKANDL NAR. 1882 DEPORTOVÁN 1942 DO TEREZÍNA ZAVRAŽDĚN V OSVĚTIMI                                     | Komenského 896/8 49°35′50″ s. š., 17°15′54″ v. d.             | plk. Emil Zuckerkandl                  |
|         | ZDE BYDLELA ANNA ZUCKERKANDLOVÁ NAR. 1887 DEPORTOVÁNA 1942 DO TEREZÍNA ZAVRAŽDĚNA V OSVĚTIMI                                    | Komenského 896/8 49°35′50″ s. š., 17°15′54″ v. d.             | Anna Zuckerkandlová                    |

### Seznam olomouckých kamenů podle roku jejich položení
- 2011: Cecilie Aschkenesová, Irene Batscha, Fränzi Batscha, Arnošt Beckmann, Arnold Böhmer, Alžběta Böhmerová, Hana Böhmerová, Alfred Briess, Pavel Briess, Siegfried Briess, Paula Briessová, Dominik Eisinger, Hedvika Eisingerová, Erich Fürst, Karel Fürst, Walter Fürst, Siegfried Grätzer, Herta Grätzerová, Nathan Grünwald, Josefa Grünwaldová, Růžena Grünwaldová, Erich Hikl, Marta Hiklová, Adolfina Lammová, Ella Rongová, Erich Schulhof, Ida Schulhofová, Max Weissmann, Eliška Weissmannová, Bedřich Winter, Alberta Winterová[133]
- 2012: Herbert Abel, Gerta Abelová, Irena Abelová, Lina Abelová, Josefina Bergerová, Julius Braun, Ida Braunová, Helena Deutschová, Olga Eislerová, Bedřich Engelmann, Peter Engelmann, Anna Engelmannová, Olga Engelmannová, Hannelore Fischerová, Greta Försterová, Tereza Försterová, Berta Gottliebová, Zita Gottliebová, Hanuš Haas, Helena Haasová, Arnoštka Herschová, Yella Kubálková, Gottfried Kulka, Gisela Kulková, Berthold Oppenheim, Marta Oppenheimová, Josef Pollak, Irena Ritterspornová, Valerie Ritterspornová, Erich Schnitzler, Theodor Schnitzler, Walter Schnitzler, Anna Schnitzlerová, Jindřich Stárek, Artur Taussik, Ilka Taussiková, Josef Tyras, Gerhard Walter, Gertruda Walterová, Markéta Walterová, Ruth Walterová, Věra Walterová[134][135]
- 2013: Anděla Berlová, Renata Berlová, Felix Götzlinger, Pavel Götzlinger, Anna Götzlingerová, Elsa Götzlingerová, Irma Götzlingerová, Hugo Groák, Eliška Groáková, Alfred Lichtenstein, Filip Lichtenstein, Vojtěch Lichtenstein, Margareta Lichtensteinová, Vilém Mandl, Anna Mandlová, Eduard Mayer, Max Redlich, Vítězslav Redlich, Berta Redlichová, Ida Redlichová, Pavla Redlichová, Zikmund Rosenfeld, Jindřich Tauber, Gabriela Tauberová, Heinz Triescher, Pavel Triescher, Fanni Triescherová, Adolf Waldek-Wasservogel, Adolf Ziffer[136][137]
- 2014: Berthold Broch, Adolf Karpfen, Vincenc Mertens, Roma Mertensová, Josef Šanta, Eva Ada Silbingerová, Valerie Silbingerová, Eliška Stoberová, Emil Zuckerkandl, Anna Zuckerkandlová
- 2015: Siegfried Broch, Arnoštka Engelmannová, Leopold Grätzer, Kamila Grätzerová, Walter Haas, Bedřich Hirsch, Erich Hirsch, Julius Hirsch, Walter Hirsch, Irma Hirschová, Truda Hirschová, Josef Jarolím, Greta Jarolímová, Bedřiška Kaufmannová, Herta Kaufmannová, Karel Massařík, Alžběta Massaříková, Jiří Munk, Vilém Munk, Arnoštka Munková, Ludvík Pollak, Viktor Pollak, Emilie Pollaková, Rozalie Pollaková, Peisech Scheck, Abraham Scheck-König, Rachel Schecková, Irma Schnablová, Karel Schwarz, Ilona Schwarzová, Irena Schwarzová, Otakar Smrčka, Jiří Spitz, Leo Spitz, Ida Spitzová, Arnold Unger, Hanuš Unger, Karel Unger, Anna Ungerová, Berthold Waschmann, Hanuš Waschmann, Eva Waschmannová, Regina Washmannová, Felix Zweig, Otto Zweig, Rudolf Zweig, Anna Zweigová[138]
- 2016: Anna Engelmannová, Erwin Fried, Julius Fried, Robert Fried, Kamila Friedová, Anastazius Haas, Eduard Haas, Erich Haas, Greta Haasová, Gisela Jarolímová, Kamila Jarolímová, Robert Köttner, Arnoštka Köttnerová, Arnošt Kraus, Anna Krausová, Ida Langerová, František Löbl, Anna Löblová, Viktor Mayer, Eliška Mayerová, Eva Mayerová, Gréta Pollaková, Arpad Schwarz, Terezie Schwarzová, Albert Seiler, Anna Smohlová, Bedřich Tauber, Olga Tauberová[139]
- 2017: Pavel Bachrach, Arnoštka Bachrachová, Gertruda Bachrachová, Louisa Bachrachová, Alice Bauerová, Vilém Böhm, Arnoštka Böhmová, Hilda Böhmová, Bohumil Goldstein, Michal Goldstein, Eva Goldsteinová, Vilma Goldsteinová, Hanuš Heim, Růžena Heimová, Bedřich May, Terezie Mayová, Květoslava Pollaková, Maximilian Rosenfeld, Berta Schrötterová, Pavla Schrötterová, Antonín Smejkal, Emanuel Spitz, Max Spitz, Marta Spitzová, Stolperschwelle
- 2018: Jindřich Fleischer, Mořic Fleischer, Valerie Fleischerová, Lothar Freund, Walter Freund, Hana Freundová, Julie Freundová, Truda Freundová, Věra Freundová, Ervín Fromowitz, Leopold Fromowitz, Pavel Fromowitz, Petr Fromowitz, Gréta Fromowitzová, Josefina Fromowitzová, Hynek Habermann, Arnošt Konstandt, Emanuel Konstandt, Hanuš Konstandt, Heřman Konstandt, Pavel Konstandt, Adéla Konstandtová, Elise Konstandtová, Leo Müller, Berta Müllerová, Božena Pelikánová, Josef Řezníček, Stella Topičová
- 2019: Petr Goldberger, Robert Goldberger, Margareta Goldbergerová, Arnošt Karter, Edita Karterová, Hana Karterová, Arnošt Knöpfelmacher, Otto Knöpfelmacher, Irma Knöpfelmacherová, Bedřich Lindenbaum, Leo Lindenbaum, Max Lindenbaum, Arnošt Lindner, Herta Lindnerová, Selma Lindnerová, Artur Mannaberg, Rudolf Mannaberg, Heda Mannabergová, Štěpánka Mannabergová, Max Schenk, Marie Schenková, Olga Marie Schenková, Jan Švábeník, Jaroslav Topič, Josef Weiser, Otto Weiser, Berta Weiserová, Dorit Weiserová, Markéta Weiserová[140]
- 2022: Alfred Berger, Ivan Berger, Dagmar Bergerová, Evelyna Bergerová, Jindřich Goldberger, Pavel Goldberger, Eva Goldbergerová, Marie Goldbergerová, Artur Klein, Benjamin Lauer, Bina Ester Lauerová, Bruno Mayer, Erich Mayer, Wilhelm Mayer, Hana Mayerová, Helena Mayerová, Regina Mayerová, Leo Schmitz, Leopold Schmitz, Edita Schmitzová, Edvina Schmitzová, Marta Schmitzová, Artur Spitzer, Alice Spitzerová, Malvína Spitzerová
- 2023: Eduard Beck, Max Beck, Oskar Beck, Blanka Becková, Hedvika Becková, Antonín Brtoun, Max Drucker, Ruth Druckerová, Žofie Druckerová, Alfréd Huth, Margareta Huthová, Josef Hüttner, Hermína Lotta Hüttnerová, Rudolfina Hüttnerová, Robert Kohn, Rudolf Kohn, Ida Kohnová, Trude Kohnová, Zuzana Kohnová-Kulková, David Kulka, Vilém Kulka, Marta Lea Kulková, Alžběta Mandlová, Julius Meisel, Vítězslav Meisel, Jana Meiselová, Selma Meiselová, Josef Reif, Hana Reifová, Pavla Reifová
- 2024: Artur Baderle, Alice Baderlová, Truda Beckmannová, Zuzana Beckmannová-Dobrá, Hedvika Briessová, Pavel Broch, Bedřiška Brochová, Ota Donath, Bedřich Donnenbaum, Stella Freundová-Weiserová, Heinrich Furmann, Jakub Furmann, Charlotta Furmannová, Jindřich Gessler, Arthur Glaser, Zdeňka Glaserová, Hilda Glaserová, Jindřich Grätzer, Leo Hauser, Kurt Hüttner, Milan Hüttner, Hanuš Hüttner, Margareta Hüttnerová, Bedřiška Hüttnerová, Olga Jellinková, Hugo Karpfen, Arnoštka Kleinová, Antonie Kleinová, Walter Laufer, Marta Lauferová, Eva Markusová, Berthold Meisel, Emanuel Meisel, Leo Meisel, Hermína Meiselová, Ida Meiselová, Irma Meiselová, Alois Meitner, Max Meitner, Robert Meitner, Rafaela Meitnerová, Emil Musil, Růžena Musilová, Pavel Neuwirth, Elfrieda Neuwirthová, Viktor Prief, Vilém Prief, Anděla Priefová, Blanka Priefová, František Steinbach, Karel Steinbach, Arnoštka Steinbachová, Otto Tauber, Gisela Tauberová, Petr Taussig, Arnoštka Taussigová, Emil Thaussig, Helena Thaussigová, Hedvika Thaussigová, Ester Weinerová[141]

## Prostějov
V Prostějově se nacházejí následující kameny:
| Obrázek | Nápis                                                                               | Bydliště                                                  | Jméno, život |
| ------- | ----------------------------------------------------------------------------------- | --------------------------------------------------------- | --- |
|         | ZDE ŽIL JAN MLÁDEK ČLEN SOKOLA NAR. 26.8.1881 ZATČEN 1941 ZAVRAŽDĚN 1941 V OSVĚTIMI | nám. U kalicha čp. 2575/2 49°28′26″ s. š., 17°7′12″ v. d. | Jan Mládek se narodil 26. srpna 1881 v Prostějově v rodině zahradníka Jana Mládka a jeho manželky Marie rozené Skalické. Vyrůstal společně s mladším bratrem Jaroslavem. Pocházel z rodu zahradníků a i on na tuto tradici navázal. Otec Jan Mládek zemřel 4. června 1895 na tuberkulózu. Rodina bydlela v domě na tehdejší třídě Legií č. 26 (nyní ulici Brněnská) naproti kostela sv. Cyrila a Metoděje. Po náhlé smrti otce převzal zahradnictví a vedl jej později se synem Janem. Byl členem Živnostenské strany v Prostějově a v letech 1919–1923 byl za tuto stranu zastupitelem a zároveň i členem rady města. Na starosti měl hospodářský a později stavební referát. Od roku 1936 byl členem dozorčí rady městského hřbitova a zahradnictví. Byl také nadšeným, obětavým a aktivním sokolským činitelem. Od roku 1902 byl členem jednoty Sokol II v Prostějově. Řadu let byl členem výboru Sokola a zastával v něm funkci pokladníka, vzdělavatele a starosty jednoty Sokol II. Inicioval zakoupení pozemku pro letní cvičiště za Kollárovou ulicí a toto také realizoval. Pracoval také v V. okrsku a nakonec jako starosta sokolské župy prostějovské. Župu vedl v nelehkém období – v letech Mnichova a okupace. Jako funkcionář Sokola byl zatčen 8. října 1941 v rámci Akce SOKOL. Jednalo se o represivní akci proti celému Sokolu v souvislosti s úředním zákazem činnosti na jaře roku 1941 a následným rozpuštěním Sokola 12. října 1941. Bylo zatčeno 28 funkcionářů prostějovské sokolské župy. Jan Mládek byl deportován do koncentračního tábora v Dachau. Zahynul v roce 1942 v Osvětimi. |

### Seznam prostějovských kamenů podle roku jejich položení
- 2019-2020: Jindřich Mayer, Pessel, Fanni, Josefina, Stella a Ruth Brennerovy, Adolf Spitzer, Pavel Gelb, Esther Friedmannová, Eva Gottlobová, Pavel Gottlob, Anna Kleinerová, Alexander Bratter, Klára Eisenstädterová, Josef Bauer, Ludvík Bauer, Rudolf Bauer, Julie Brammerová, Pavel Brammer, Eva Redlichová, Mindel Sternkükerová a Salomon Sternküker[143]
- 2021: Robert, Marta a Mirjam Sonnenmarkovi, Josef Bukáček, František Foukal, Jan Mládek, Max, Štěpánka, Josef a Gustav Steinerovi, Ignác a Anna Seligerovi[144]
- 2022: Liana Beamtová, Pavla Beamtová, František Adámek, Ruth Weiszová, Mína, Eva a Zdenka Bergerovy, Otto Walter Deutsch, Petr Deutsch, Mirko Engel, Liddi Bandová, Helmut Banda, Pavel Banda, Kateřina Altarová, Emil Altar, Bruno a Theresa Winterovi (společný kámen), Kurt Winter, Ida a Moritz Schreiberovi, Ernestine, Edith a Desider Tausovi, Jan Uher a Vasil Kaprálek Škrach[145][146]
- 2023: Ilsa Sinaibergerová, Růža Hermannová, Markéta Grünwaldová, Etella Somogyiová, Kathe Gelbová, Pavel a Vilém Czechovi, Judita Kurzová, Bedřich Lamm, Hana Langerová, Růžena Brüllová, Klára Sternbergová, Elsa a Friedrich Spitzerovi[147]

## Šumperk
V Šumperku se nacházejí následující kameny:
| Obrázek | Nápis | Bydliště                                                 | Jméno, život                              |
| ------- | --- | -------------------------------------------------------- | ----------------------------------------- |
|         | ZDE ŽILA ELSA BODANSKÁ NAR. 6.11.1888 DEPORTOVÁNA 1942 DO TEREZÍNA ZAVRAŽDĚNA 1943 V OSVĚTIMI                                | Hlavní třída čp. 11/7 49°57′57″ s. š., 16°58′33″ v. d.   | Elsa Bodanská                             |
|         | ZDE ŽIL EMIL BODANSKÝ NAR. 2.3.1875 DEPORTOVÁN 1942 DO TEREZÍNA ZAVRAŽDĚN 1943 V TEREZÍNĚ                                    | Hlavní třída čp. 11/7 49°57′57″ s. š., 16°58′33″ v. d.   | Emil Bodanský                             |
|         | ZDE ŽIL LEO BANDLER NAR. 26.3.1889 DEPORTOVÁN 1942 DO TEREZÍNA ZAVRAŽDĚN 1942 V BARANOVIČI                                   | Hlavní třída čp. 965/2 49°57′56″ s. š., 16°58′28″ v. d.  | Leo Bandler                               |
|         | ZDE ŽILA KAMILA BANDLEROVÁ NAR. 4.7.1868 DEPORTOVÁNA 1942 DO TEREZÍNA ZAVRAŽDĚNA 1942 V TREBLINCE                            | Hlavní třída čp. 965/2 49°57′56″ s. š., 16°58′28″ v. d.  | Kamila Bandlerová                         |
|         | ZDE ŽILA ISABELA FIALLOVÁ ROZ. MOWSCHENSONOVÁ NAR. 8.7.1908 DEPORTOVÁNA 13.7.1942 DO TEREZÍNA ZAVRAŽDĚNA 1942 V BARANOVIČI   | Fialova čp. 963/12 49°57′49″ s. š., 16°58′44″ v. d.      | Isabela Fiallová, roz. Mowschensonová     |
|         | ZDE ŽIL DR. KAREL HEILIG NAR. 1883 DEPORTOVÁN 1942 DO TEREZÍNA ZAVRAŽDĚN 1942 V TEREZÍNĚ                                     | Gen. Svobody čp. 37/6 49°57′59″ s. š., 16°58′25″ v. d.   | Dr. Karel Heilig                          |
|         | ZDE ŽIL EMANUEL KANTOR NAR. 1874 DEPORTOVÁN 1942 DO TEREZÍNA ZAVRAŽDĚN 1942 V TREBLINCE                                      | Hlavní třída čp. 288/10 49°57′56″ s. š., 16°58′33″ v. d. | Emanuel Kantor                            |
|         | ZDE ŽILA MALVÍNA KANTOROVÁ NAR. 1886 DEPORTOVÁNA 1942 DO TEREZÍNA ZAVRAŽDĚNA 1942 V TREBLINCE                                | Hlavní třída čp. 288/10 49°57′56″ s. š., 16°58′33″ v. d. | Malvína Kantorová                         |
|         | ZDE ŽILA ERNESTINA MAUTNEROVÁ ROZ. MOWSCHENSONOVÁ NAR. 16.6.1915 DEPORTOVÁNA 8.7.1942 DO TEREZÍNA ZAVRAŽDĚNA 1944 V OSVĚTIMI | Fialova čp. 963/12 49°57′49″ s. š., 16°58′44″ v. d.      | Ernestina Mautnerová, roz. Mowschensonová |
|         | ZDE ŽIL ISIDOR MOWSCHENSON NAR. 28.2.1883 DEPORTOVÁN 17.12.1941 DO TEREZÍNA ZAVRAŽDĚN 1942 V TRAWNIKI                        | Fialova čp. 963/12 49°57′49″ s. š., 16°58′44″ v. d.      | Isidor Mowschenson                        |
|         | ZDE ŽILA HELENA MOWSCHENSONOVÁ NAR. 12.7.1909 DEPORTOVÁNA 17.12.1941 DO TEREZÍNA ZAVRAŽDĚNA 1942 V TRAWNIKI                  | Fialova čp. 963/12 49°57′49″ s. š., 16°58′44″ v. d.      | Helena Mowschensonová                     |
|         | ZDE ŽILA JOSEFA MOWSCHENSONOVÁ NAR. 28.4.1876 DEPORTOVÁNA 17.12.1941 DO TEREZÍNA ZAVRAŽDĚNA 1942 V TRAWNIKI                  | Fialova čp. 963/12 49°57′49″ s. š., 16°58′44″ v. d.      | Josefa Mowschensonová                     |
|         | ZDE ŽIL LEOPOLD REIF NAR. 1856 DEPORTOVÁN 1942 DO TEREZÍNA ZAVRAŽDĚN 1943 V TEREZÍNĚ                                         | Langrova čp. 3181/23 49°58′0″ s. š., 16°58′12″ v. d.     | Leopold Reif                              |
|         | ZDE ŽILA ROSA REIFOVÁ NAR. 1856 DEPORTOVÁNA 1942 DO TEREZÍNA ZAVRAŽDĚNA 1943 V TEREZÍNĚ                                      | Langrova čp. 3181/23 49°58′0″ s. š., 16°58′12″ v. d.     | Rosa Reifová                              |
|         | ZDE ŽIL JAN SCHOSTAL NAR. 28.11.1920 DEPORTOVÁN 4.12.1941 DO TEREZÍNA ZAVRAŽDĚN 1944 V OSVĚTIMI                              | Blanická čp. 1402/9 49°57′27″ s. š., 16°59′4″ v. d.      | Jan Schostal                              |
|         | ZDE ŽIL JINDŘICH SCHOSTAL NAR. 21.4.1924 DEPORTOVÁN 8.2.1942 DO TEREZÍNA ZAVRAŽDĚN 1944 V OSVĚTIMI                           | Blanická čp. 1402/9 49°57′27″ s. š., 16°59′4″ v. d.      | Jindřich Schostal                         |
|         | ZDE ŽIL OSKAR SCHOSTAL NAR. 31.3.1885 DEPORTOVÁN 8.2.1942 DO TEREZÍNA ZAVRAŽDĚN 1944 V OSVĚTIMI                              | Blanická čp. 1402/9 49°57′27″ s. š., 16°59′4″ v. d.      | Oskar Schostal                            |
|         | ZDE ŽILA ŠTĚPÁNKA SCHOSTALOVÁ NAR. 17.10.1896 DEPORTOVÁNA 8.2.1942 DO TEREZÍNA ZAVRAŽDĚNA 1944 V OSVĚTIMI                    | Blanická čp. 1402/9 49°57′27″ s. š., 16°59′4″ v. d.      | Štěpánka Schostalová                      |
|         | ZDE ŽILA BERTA STERNOVÁ NAR. 1874 DEPORTOVÁNA 1942 DO TEREZÍNA ZAVRAŽDĚNA 1943 V TEREZÍNĚ                                    | Langrova čp. 3181/23 49°58′0″ s. š., 16°58′12″ v. d.     | Berta Sternová                            |

### Seznam šumperských kamenů podle roku jejich položení
- 2019: Leo Bandler, Kamila Bandlerová
- 2021: Karel Heilig, Emanuel Kantor, Malvína Kantorová, Ela Kleinová, Leopold Reif, Rosa Reifová, Berta Sternová
- 2023: Isidor Mowschenson, Josefa Mowschensonová, Jan Schostal, Jindřich Schostal, Oskar Schostal, Štěpánka Schostalová